# Wasla (grammaire)
La waṣla (arabe : وَصْلة, « liaison ») est un signe diacritique de l’alphabet arabe utilisé dans l’écriture de l'arabe classique et de l'arabe standard moderne, ainsi que dans celle du lori et de certains de ses dialectes. Il sert à marquer l'assimilation de la hamza dite « instable », en début de mot, par la voyelle finale du mot qui la précède.

## Utilisation
On l'utilise dans l'ensemble appelé 'alif wasla (noté ٱ), la lettre ’alif étant seule qui porte la wasla, et cela toujours en début de mot. Ce signe est utilisé uniquement dans un texte complètement voyellé.

### Grammaires
- Régis Blachère et Maurice Gaudefroy-Demombynes, Grammaire de l'arabe classique. Morphologie et syntaxe (Troisième édition revue et augmentée), Paris, Maisonneuve et Larose, 1996 (1re éd. 1975), 497 p. (ISBN 2-706-81128-5), p. 27-28
- Régis Blachère, Éléments de l'arabe classique (Quatrième édition revue et corrigée), Paris, Maisonneuve & Larose, 1985, 174 p. (ISBN 978-2-706-80480-9), p. 16
- Michel Neyreneuf et Ghalib Al-Hakkak, Grammaire active de l'arabe, Paris, Le Livre de Poche, coll. « Les Langues modernes », 1996, 350 p. (ISBN 978-2-253-08561-4), p. 16-17; 135-136
- Djamel Eddine Kouloughli, Grammaire de l'arabe d'aujourd'hui, Paris, Pocket, coll. « Langues pour tous », 1994, 350 p. (ISBN 2-266-03912-1), p. 39-43

### Transcription unicode
- (en) Julie D. Allen (dir.) et Unicode Consortium, « Arabic, Range: 0600–06FF », dans The Unicode Standard, Version 12.0, 2019 (lire en ligne)
- (en) « U+0671 ARABIC LETTER ALEF WASLA », sur Arabic character notes (consulté le 26 avril 2019)